# پیجن فرج (تنسی)
پیجن فرج(به انگلیسی: Pigeon Forge) شهری در ایالت تنسی کشور ایالات متحده آمریکا است که جمعیت آن در سرشماری سال ۲۰۱۰ میلادی، ۵٬۸۷۵ نفر بوده‌است.

## نگارخانه

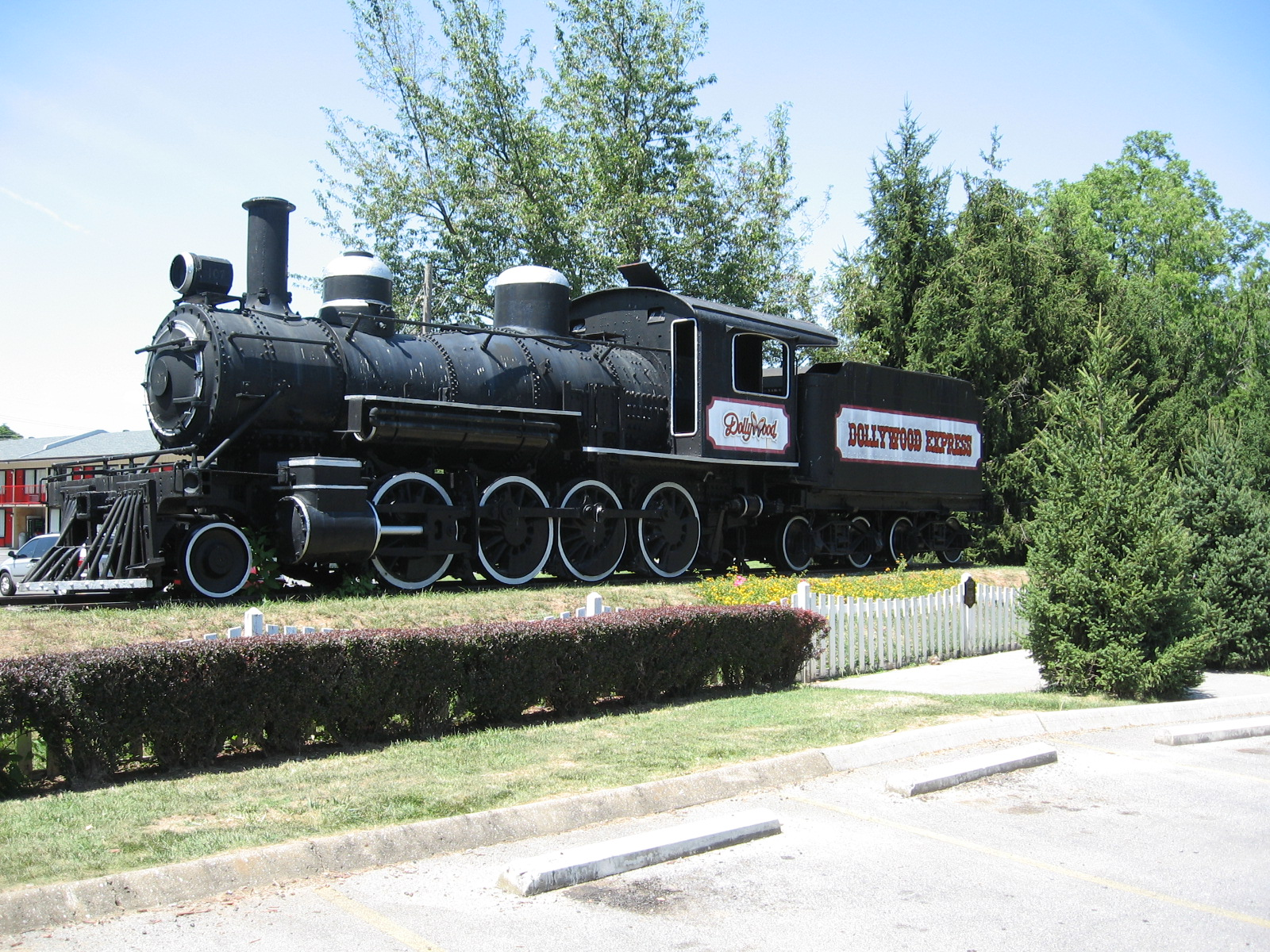
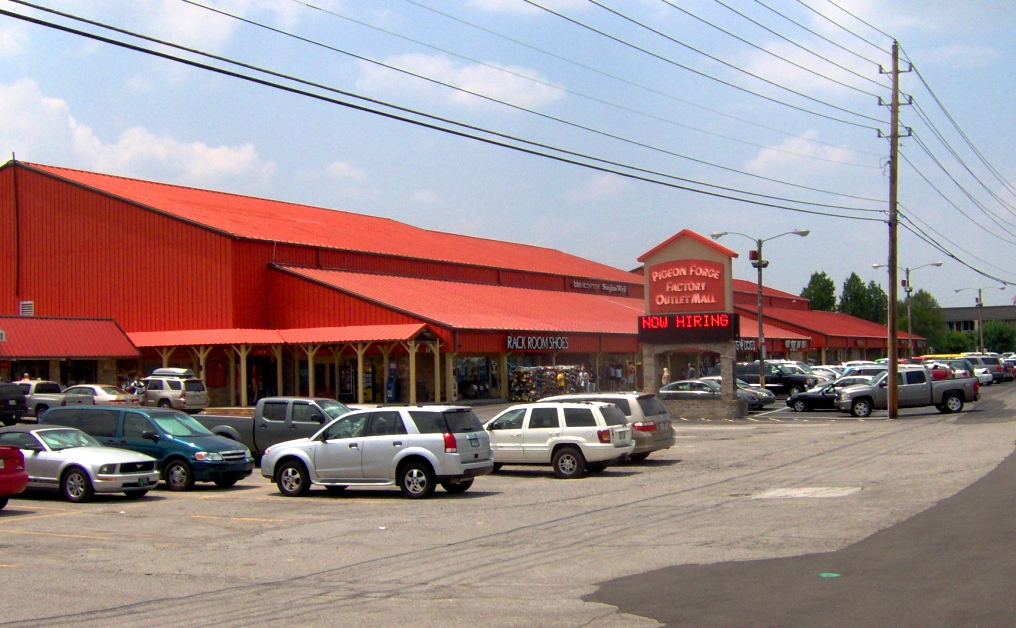
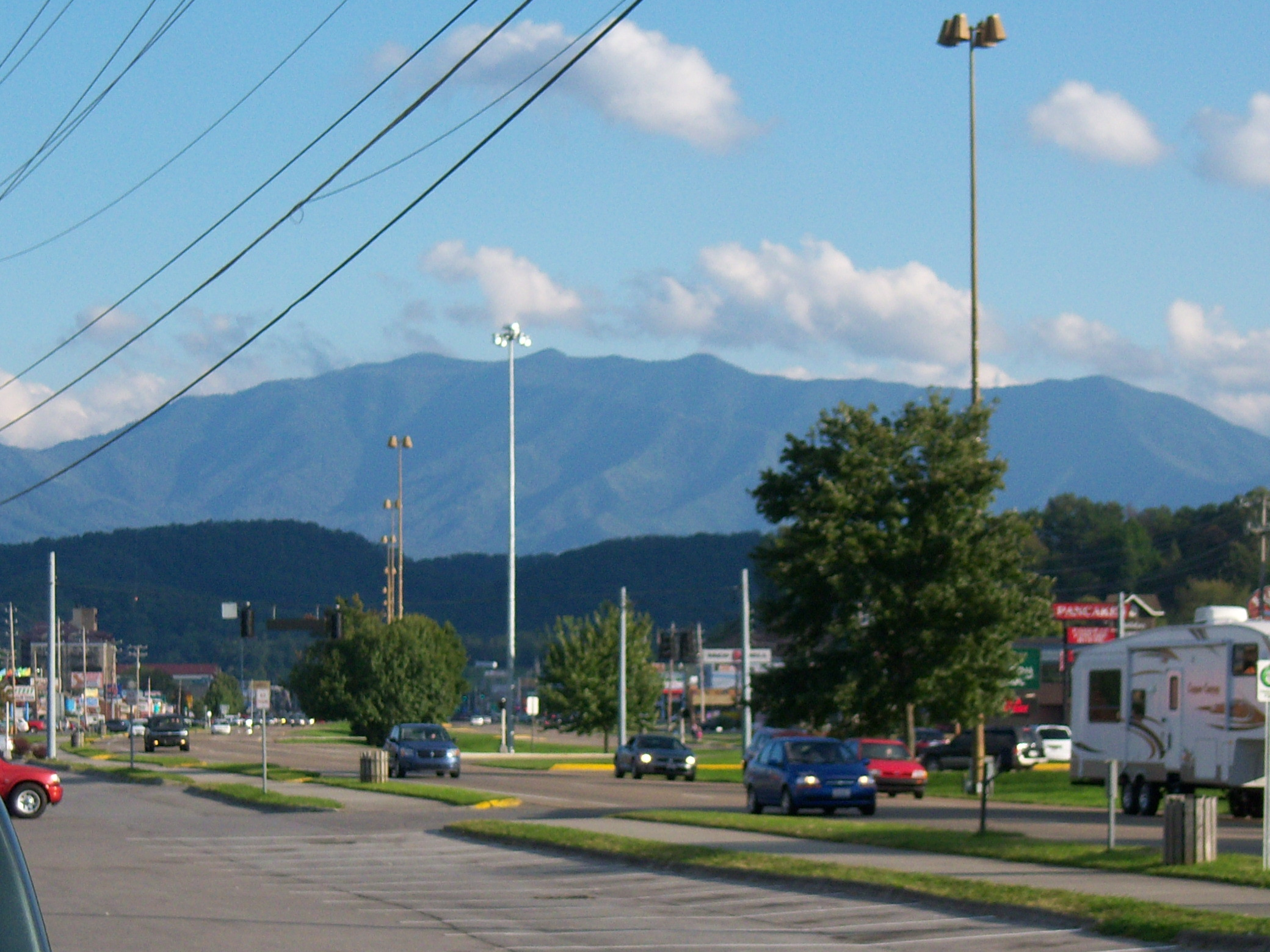